# Eudonia crypsinoa
Eudonia crypsinoa là một loài bướm đêm trong họ Crambidae.